# Wolff’sche Stiftung

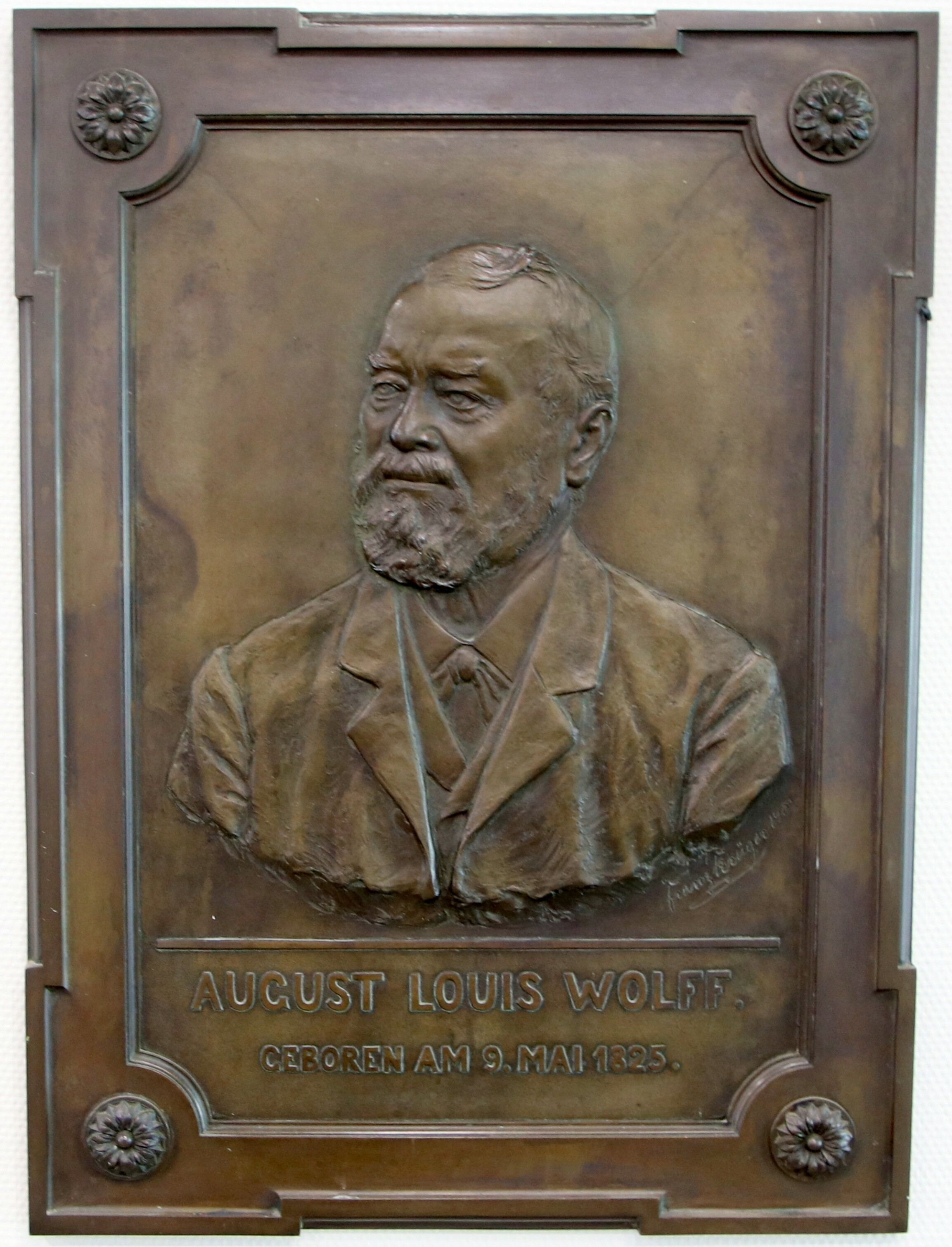
Plakette im Krankenhaus Lemgo zur Erinnerung an August Louis Wolff

Die Wolff’sche Stiftung war eine karitative Stiftung, die 1899 ein Krankenhaus in Lemgo errichtete. Das heutige Klinikum Lippe in Lemgo ist aus der damaligen Wolff’schen Stiftung entstanden.
Der gebürtige Lemgoer Kaufmann August Louis Wolff (1825–1911) wollte nach dem Tod seiner Ehefrau 1893 sein Erbe regeln, das ein erhebliches Vermögen darstellte. Der Lemgoer Bürgermeister Ernst Höland schlug ihm 1897 vor, eine Stiftung für „ein Krankenhaus mit allen Nebenanlagen zu errichten und zu erhalten“, Wolff stellte dafür eine Summe von 200.000 Mark (nach heutiger Währung 2021: 1.490.000 Euro) zur Verfügung. Im Gegenzug erhielt er das Ehrenbürgerrecht der Stadt Lemgo. Im September 1899 genehmigte der Regent Ernst zur Lippe-Biesterfeld die Errichtung der Wolff’schen Stiftung.
Im Dezember 1900 konnte das Krankenhaus feierlich eröffnet werden, es wurden 40 Betten eingeplant. Anlässlich des 25. Jubiläums im Dezember 1925 – Planzahl: 170 Betten – regte der Landrat Clemens Becker an, das Haus als Kreiskrankenhaus für den Kreis Lemgo zu errichten, da die Finanzierung des Krankenhauses nach dem Ersten Weltkrieg und wegen der Hyperinflation 1923 in Gefahr geraten könnte. Tatsächlich ging das Krankenhaus Wolff’sche Stiftung im Juli 1938 von der Stadt Lemgo auf den Landkreis über. Nach dem Zweiten Weltkrieg – Planzahl: 430 Betten – beantragte der Kreis Lemgo im Juni 1949 beim Regierungsbezirk Detmold die Aufhebung der Wolff’schen Stiftung, da eine Finanzierung nach der Währungsreform 1948 unmöglich werde. Im Juni 1952 wurde daraufhin die Wolff’sche Stiftung aufgelöst, das Kreiskrankenhaus Lemgo ging später über in das Klinikum Lippe.